# Alexander John Forsyth
Alexander John Forsyth, född 1768, död 1843, var en skotsk uppfinnare samt präst inom den presbyterianska kyrkan, som uppfann slaglåset.

## Biografi
Vapensmeder som Joseph Manton (1766–1835) uppfann mer tillförlitliga former av antändning, som tublåset år 1814. Konstnären och uppfinnaren Joshua Shaw (1776–1860) formgav vad som idag är känt som slaglåset, som han tog patent på i Förenta Staterna 1822, eftersom Forsyth i Storbritannien av sina medtävlare hade blivit hotad med rättsliga åtgärder. Denna nya form av antändning visade sig vara uppskattad bland jägare under förmyndartiden, som lät deras gamla tillförlitliga flintlås förvandlas till slaglås.
Forsyth utbildades vid King's College i Aberdeen, och efterträdde sin far som minister av Belhelvie 1791.
Medan han jagade gräsänder blev han missnöjd med sitt hagelgevär på grund av dess fördröjning; vid tiden för urladdningen hade ankan tid att dyka innan skottet nådde dem. Han tog patent på sitt parfymflasklås 1807; en nippel sattes på fänghålet, ett rör, som påminde just om en kork på en parfymflaska, sattes omslutande över, med ett slagstift inuti. När hanen slår mot slagstiftet antänds knallkvicksilvret i "flaskan", som i sin tur skickar en låga genom fänghålet till drivladdningen.
Under Napoleonkrigen arbetade Forsyth på Tower Armories med sin formgivning, men när en ny Master-General of the Ordnance blev utnämnd avskedades Forsyth; tidigare tester av Forsyths design hade haft förstörande konsekvenser och den nye Mastergeneralen ville inte se Storbritanniens främsta arsenal förstörd.
Napoleon Bonaparte erbjöd Forsyth en belöning på 20000 pund om han tog sin uppfinning till Frankrike, men Forsyth avböjde. Den franske vapensmeden Jean Lepage (1779–1822) utvecklade en liknande form av antändning samma år som parfymflasklåsets uppkomst, grundad på Forsyths formgivning, men förgäves.